# Jetty
Jetty é um servidor HTTP e Servlet Container 100% escrito em Java. É o grande concorrente do Tomcat que ficou famoso por ter sido utilizado como o servlet container do JBoss antigamente. 
A grande vantagem do Jetty com relação ao Tomcat é a sua fácil configuração. Ele também foi o pioneiro a usar I/O assíncrono para aguentar uma carga maior de usuários simultâneos sem depender da antiga estratégia thread-per-connection. É o servidor Java utilizado em grandes sites brasileiros, como o fórum do GUJ, e até americanos, como o Artist Connect, da Apple.